# Verband Schweizer Abwasser- und Gewässerschutzfachleute
Der Verband Schweizer Abwasser- und Gewässerschutzfachleute (VSA) ist ein Schweizer Berufsverband mit Sitz in Glattbrugg. Er wurde 1944 gegründet.
Der Verband gliedert sich auf fachlicher Ebene in Kompetenzzentren nach den Themen Gewässer, Abwasserreinigung, Industrie und Gewerbe, Kanalisation sowie Siedlungsentwässerung und bietet Aus- und Weiterbildungen an, erarbeitet Wissen und Richtlinien rund um den Gewässerschutz und will Bevölkerung und Politik für seine Anliegen sensibilisieren.
Der VSA zeichnet verantwortlich für die Schweizer Norm SN 592000 Liegenschaftsentwässerung. Zusammen mit der Eidgenössischen Anstalt für Wasserversorgung, Abwasserreinigung und Gewässerschutz (Eawag) und dem Bundesamt für Umwelt (BAFU) wurde die Datenstruktur Siedlungsentwässerung VSA-DSS mittels INTERLIS erarbeitet, welche seit 2005 auch die Norm SIA 405 «Abwasser» inhaltlich umsetzt.